# Plymouth
Plymouth ( ˈplɪməθ) je město s 243 795 obyvateli (2001) v hrabství Devon v jihozápadní Anglii. Rozprostírá se u ústí řek Plym a Tamar v jednom z největších evropských zálivů Plymouth Sound. Město má velmi bohatou námořní historii a v minulosti bylo nejdůležitější základnou Královského námořnictva ve Velké Británii.

## Historie
Nejstarší známé osídlení v oblasti Plymouthu se nacházelo u návrší Batten v Plymouthském zálivu. Je datováno do doby bronzové a v době železné bylo důležitým obchodním přístavem. Předpokládá se, že zde bylo překladiště pro cín z Dartmooru, který byl dále prodáván Féničanům. V době vlády Římanů byl přístav využíván pro obchod s cínem, dobytkem a kůží ale později byl jeho význam překonán sousední rybářskou osadou Sutton nacházející se naproti přes záliv.
V době ovládnutí Anglie Normany (1086) patřilo panství v Suttonu králi, ale Jindřich I. ji daroval rodině Valletortových. Na oplátku tato rodina jeho část věnovala augustiniánskému řádu sídlícímu v Plymptonu, větší a starší osadě než Plymouth. Část města, vlastněná augustiniánským řádem obdržela roku 1254 právo pořádat trhy a celé město a jeho okolí získalo nezávislost roku 1439 a stalo se tak prvním městem, jemuž toto právo bylo přiděleno zákonem.
Poté, co se vyšší část ústí řeky Plym rozštěpila, začaly lodě využívat přílivového přístavu v ústí Plym (Plym Mouth – ústí řeky Plym) místo v Plymptonu. A tak se pro Sutton začalo postupně používat název Plymouth. Pojmenování Sutton se tak v současné době používá pro oblast města v souvislosti s volebním obvodem.
Roku 1403 bylo město krátce okupováno a vypáleno Francouzi. Plymouth byl častým terčem nepřátel útočícím přes Lamanšský průliv, a to především v době stoleté války. Poblíž ústí řeky stál hrad a pás obranných opevnění ale všechny byly zbořeny nebo přestavěny při budování pozdějšího opevnění.
V době občanské války stál Plymouth na straně parlamentaristů proti králi Karlovi I. Město bylo schopno odolávat téměř čtyři roky obléhání royalisty. V okolí města se odehrálo několik konfliktů včetně bitvy u St Budeaux. Po obnovení monarchie byla v roce 1665 zahájena stavba královské pevnosti. Tvrz byla vybavena děly nasměrovanými směrem na moře i na město aby tak připomínala obyvatelům, že nemají odporovat královské moci.
Z přístavu vyplula v roce 1831 HMS Beagle na svou druhou průzkumnou cestu do Patagonie, které se účastnil Charles Darwin.
Jako důležitý přístav bylo město v době druhé světové války terčem mnoha náletů. I když byl hlavním cílem náletů přístav, byly ztráty na civilním obyvatelstvu značné – bylo zabito 1 172 lidí a 3 269 bylo zraněno. Počet obyvatel z původních 220 000 poklesl po válce na 127 000. Byly zničeny obě obchodní centra, téměř každá budova byla poškozena (zničeno bylo 3 754 budov a 18 398 vážně poškozeno) včetně více než 20 škol a 40 kostelů.

## Obyvatelstvo
Do 90. let minulého století bylo v Plymouthu velmi nezvyklé slyšet jiný jazyk než angličtinu nebo zahlédnout člověka jiné rasy než bělocha. Po několika letech ale vlivem rozšíření univerzity, zvýšené dopravy trajekty přes kanál a ekonomické imigrace (částečně z Polska) a utečenců se především centrum Plymouthu stalo více kosmopolitním. Již dříve zde byla zastoupena čínská komunita zaměřená na potravinářský sektor. Vzhledem k tomu, že se projevují problémy s dodržováním obecného pořádku, jsou přistěhovalci pro Plymouth velký problém.

## Ekonomika

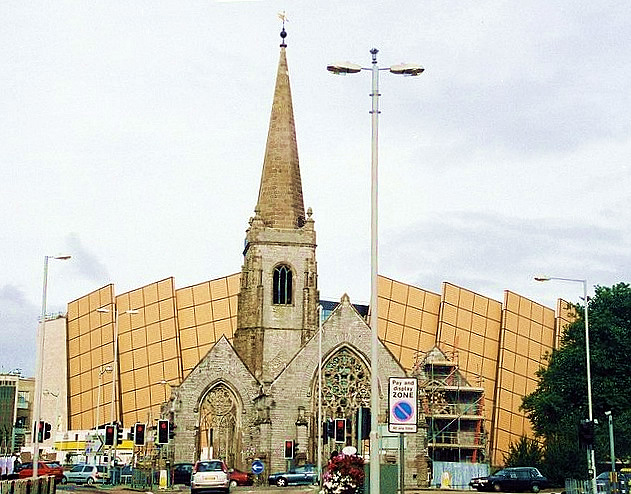
Drake Circus Shopping Centre v pozadí za Charles Church

Ekonomika Plymouthu byla v minulosti spojena s jeho přímořskou pozicí a hlavními zdroji příjmů bylo rybářství a služby spojené s vojenským námořnictvem. Pokles obou těchto oborů vedl k obratu směrem sektoru poskytování služeb – zdravotnictví, potravinářství a call centra i když přesné strojírenství a stavby lodí hrají významnou roli v průmyslu města. Úpadek těžkého strojírenství měl velký vliv na nárůst nezaměstnanosti (v posledních letech je procento nezaměstnaných na úrovni 11%).
V oblasti maloobchodu je Plymouth na druhém místě na jihozápadu země a na 29. v rámci celé země. Jako regionální centrum Devonu a Cornwallu zahrnuje spádová oblast Plymouth asi 720 000 obyvatel a roční příjmy značkových obchodů dosahují více než 600 miliónů liber. Dalším zdrojem příjmů je necelých 12 miliónů turistů, kteří navštíví tuto oblast.

## Správa
Roku 1914 se sloučila statutární města Plymouth a Devonport s městským distriktem East Stonehouse a vznikl tak distrikt Plymouth. Toto sloučení bylo podporováno ministerstvem války, protože tři samostatné distrikty představovaly komplikaci při organizaci válečných dodávek. Dohromady byly označovány jako Tree Towns. V roce 1928 obdržel Plymouth status města. V polovině 30. let město expandovalo začleněním města Plymptonu a obce Plymstocku.
V roce 1974 po správní reformě se stal Plymouth výsadním městem v rámci hrabství Devon, jehož orgány spravovaly agendy rozvoje školství, sociálních služeb, dopravní infrastruktury a knihovnictví. V roce 1998 se Plymouth stal samostatnou správní jednotkou (unitary authority).
Pro volby do rady města, která má 57radních, je Plymouth rozdělen do dvaceti volebních obvodů. Pro volby do parlamentu je město rozděleno do tří obvodů – Plymouth Devonport, Plymouth Sutton a Southwest Devon.

## Doprava

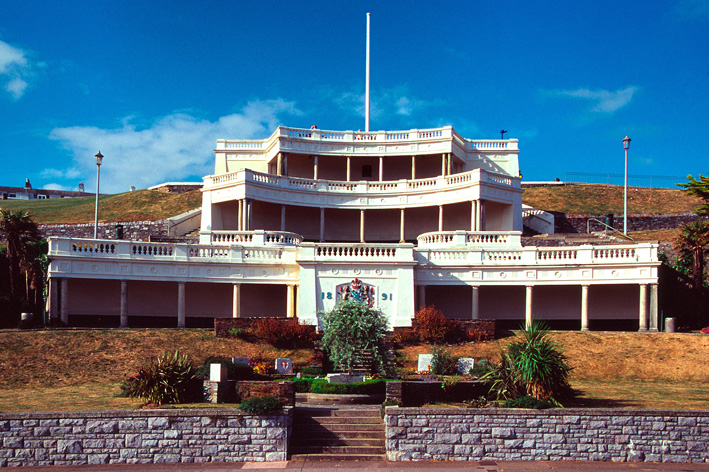
Hoe

Plymouth není napojen na národní dálniční síť přímo ale silnicí A38 vedoucí asi 64 km k dálnici M5. Město je spojeno s Cornwallem trajektovou dopravou a mostem Tamar Bridge. Autobusovou dopravu na předměstí provozuje společnost Plymouth Citybus, zatímco autobusy v centru města, včetně systému odstavných parkovišť (park and ride) podporovaných návaznými spoji, provozuje společnost First Group. Hlavním stanovištěm pro dálkové spoje je nádraží Bretonside Bus Station poblíž Drake Circus.
Trajektovou dopravu cestujících do Roscoffu, Bretaně a Santanderu zajišťují společnosti Torpoint Ferry a Brittany Ferries. Trajekty vyplouvají z přístaviště Milbay.
Letiště Plymouth City je malé letiště nacházející se asi 6 km na sever od centra města u silnice A386 na Tavistock. V minulosti bylo regionálním centrem pro British Airways ale nyní ho využívá pouze plymouthská letecká společnost Air Southwest, která odbavuje linky do některých míst Velké Británie a na Normanské ostrovy. Mezinárodní Letiště Exeter International je dosažitelné asi po 40 minutách jízdy autem.
Vlaky z Plymouthského železničního nádraží společnosti First Great Western spojují město s místy v Cornwallu a Londýně. Spoje společnosti CrossCountry směřují do Birminghamu, na sever Anglie a do Skotska. Na východním okraji města, 16 km od jeho centra, se nachází železniční stanice Ivybridge, která je součástí soustavy dopravy cestujících do centra města od odstavných parkovišť (park and ride).

## Kultura
V Plymouthu se koná mnoho festivalů pod otevřeným nebem. Mimo jiné je to slavnost ohňostrojů British Fireworks Championships nebo hudební festival Music of the Night, který se koná každé dva roky v Královské pevnosti a jehož se účastní například hudba královského dělostřelectva, hudba královského námořnictva a stovky místních amatérských hudebníků.
Největším divadlem ve městě je Královské divadlo, které je také nejdůležitějším oblastním divadlem. Toto divadlo nedávno otevřelo své produkční a vzdělávací centrum, které bylo oceněno jako architektonicky významný počin. V obvodu Barbican se nachází stejnojmenné divadlo Barbican. Místem pořádání koncertů různých žánrů od klasické až po rockové je Plymouthský pavilon otevřený roku 1991.
Plymouthské městské muzeum a umělecká galerie na Drake Circus obsahuje sbírky uměleckých děl, přírodovědné kolekce a historie města a jeho okolí. Plymouthské umělecké centrum, nacházející se nedaleko divadla Barbican, nabízí výstavy uměleckých děl místních i zahraničních tvůrců. V Plymouthu se nachází i Národní mořská akvárium.

## Náboženství
Ve městě se nachází mnoho křesťanských kostelů. Nejdůležitější anglikánský chrám je kostel Svatého Ondřeje v oblasti Royal Parade. Na Wyndham Street stojí viktoriánská katolická katedrála. Dále zde existuje několik metodistických, baptistických a kostelů a islámská mešita. Židovská komunita se schází v synagoze z 18. století.

## Vzdělání
Plymouthská univerzita je největší univerzitou na jihozápadě Anglie a pátou největší ve Velké Británii s více než 30 000 studenty, 3 000 zaměstnanci a ročním příjmem asi 100 miliónů liber. Byla založena jako technologická fakulta a později do ní byla začleněna i School of Maritime Studies ale v současné době zde vznikly podmínky pro výuku uměleckých a humanitních oborů.

## Turistické atrakce
Plymouthská turistická informační kancelář prezentuje město sloganem Duch objevů, který odkazuje na historii britských námořníků, kteří vyplouvali z Plymouthu do celého světa. Turisty láká hlavně historie spojená s Francisem Drakem a lodí Mayflower, která vyplula z místního přístavu, nádherný výhled z Hoe a procházka historickými částmi města na pobřeží a Barbican. I když je Plymouth přímořské město nenacházejí se zde pláže pro turisty. Poblíž pobřeží v okolí Citadel Road existuje mnoho ubytovacích kapacit pro turisty. Město je typické velkým podílem veřejné zeleně a parků. Největšími z nich jsou Central Park a Victoria Park.

## Slavní rodáci
- Robert Falcon Scott (1868–1912), anglický kapitán, polárník a spisovatel[3]
- Rosie Huntington-Whiteleyová (* 1987), anglická modelka a herečka[4]
- Tom Daley (* 1994), anglický skokan do vody, mistr světa a zlatý olympijský medailista[5]

## Partnerská města
- Brest, Francie (1963)
- Gdyně, Polsko (1976)
- Novorossijsk, Rusko (1990)
- San Sebastián, Španělsko (1990)
- Plymouth (Massachusetts), USA (2001)